# Garðabær
Garðabær là một thành phố Iceland. Garðabær cùng với Reykjavík và các thị trấn lân cận khác là Kópavogur, Hafnarfjörður tạo thành khu vực Đại Reykjavík. Năm 2008, dân số là 10.272 người.